# Сан-Себастьян-ду-Умбузейру
Сан-Себастьян-ду-Умбузейру (порт. São Sebastião do Umbuzeiro) — муниципалитет в Бразилии, входит в штат Параиба. Составная часть мезорегиона Борборема. Входит в экономико-статистический микрорегион Карири-Осидентал. Население составляет 3000 человек на 2006 год. Занимает площадь 460,569 км². Плотность населения — 6,5 чел./км².
Праздник города — 8 июня.

## История
Город основан в 1959 году.

## Статистика
- Валовой внутренний продукт на 2003 год составляет 7 633 250,00 реалов (данные: Бразильский институт географии и статистики).
- Валовой внутренний продукт на душу населения на 2003 год составляет 2586,67 реалов (данные: Бразильский институт географии и статистики).
- Индекс развития человеческого потенциала на 2000 год составляет 0,574 (данные: Программа развития ООН).

## География
Климат местности: полупустыня.